# Џаспер Бирдли
Џаспер Бирдли (енгл. Jasper Beardley) је измишљени лик из цртаног филма Симпсонови, коме глас позајмљује Хари Ширер. Један је од најстаријих особе из Спрингфилда, који живи у старачком дому за старе у Спрингфилду са Абрахамом Симпсоном и Старим Јеврејином.